# Partido Nacionalsocialista Obrero Búlgaro
El Partido Nacionalsocialista Obrero Búlgaro (en búlgaro: Българска Национал-Социалистическа Работническа Партия) fue un partido político de tendencia nacionalsocialista en el Reino de Bulgaria.

## Historia
Fue uno de los numerosos grupos antisemitas que surgieron en Bulgaria después del surgimiento de Adolf Hitler en Alemania, con otros grupos notables, incluida la Unión de Legiones Nacionales Búlgaras y los Ratniks. El partido fue establecido por el doctor Hristo Kunchev o Kuntscheff en 1932, que había estudiado medicina en Berlín. El partido buscó imitar a la Unión Nacional de Legiones Búlgaras mediante la adopción del Programa Nacionalsocialista, la esvástica y otros símbolos del NSDAP. A diferencia de algunos de sus competidores nacionalistas y conservadores, como la Unión de Legiones Nacionales Búlgaras y los Ratniks, no era un grupo muy influyente y tenía una membresía relativamente pequeña con solo un centenar de personas activas en su núcleo. El partido publicó un periódico llamado ¡Ataque!, similar a Der Angriff ('El Ataque') de Joseph Goebbels. En las elecciones municipales de septiembre de 1932, de 68.000 votantes, 47.823 votaron, y los nacionalsocialistas búlgaros obtuvieron solo 147 votos (0.31%) y ocuparon el puesto 18 entre los participantes. Hasta 1933, se dividió y desapareció después del cierre de los partidos tras el golpe de Estado del 9 de mayo de 1934.